# بروس غيلب
بروس غيلب (بالإنجليزية: Bruce Gelb)‏ هو شخصية أعمال ودبلوماسي أمريكي، ولد في 24 فبراير 1927.

## وصلات خارجية
- بروس غيلب على موقع إن إن دي بي (الإنجليزية)